# Доња Трамошња (Сански Мост)
Доња Трамошња је насељено мјесто у општини Сански Мост, Босна и Херцеговина.

## Становништво
|        | 2013.       | 1991.       | 1981.        | 1971.        |
| Укупно | 48 (100,0%) | 86 (100,0%) | 182 (100,0%) | 248 (100,0%) |
| Срби   | 48 (100,0%) | 86 (100,0%) | 182 (100,0%) | 246 (99,19%) |
| Остали | –           | –           | –            | 2 (0,806%)   |